# 南阳理工学院
南阳理工学院位于中国河南省南阳市长江路80号，邮编473004。

## 校史
其前身为1986年11月原南阳地区行署决定创办的南阳大学。 
2004年5月经国家教育部批准，南阳理工学院升格为本科学院。学院设有10个系，2个教学部，1个成人教育学院，1个软件学院。 